# Pontifex
Een pontifex (mv.: pontifices; Latijn: < pons, brug, + facere, maken) ("bruggenbouwer" of "wegbereider") was oorspronkelijk een Romeins priester wiens belangrijkste taak het was kwade invloeden af te weren wanneer men het grondgebied verliet. Oorspronkelijk waren ze slechts met drie, maar later werd hun aantal opgetrokken tot zestien. De pontifices maakten deel uit van het college van Pontifices, dat onder leiding stond van de pontifex maximus. De pontifices werden gedacht bruggen te slaan tussen de mensen en de goden.
Tegenwoordig wordt het woord pontifex gebruikt als synoniem voor bisschop. Zo is een pontificale mis een Mis waarbij de eucharistie door een bisschop of een abt gecelebreerd wordt.
De paus draagt de titel van Summus Pontifex of Pontifex Romanus. De ambtsperiode van een bepaalde paus wordt zijn pontificaat genoemd.

## Overig gebruik
Pontifex komt ook voor als persoonsnaam. Zo was het de derde voornaam van Annie Caroline Pontifex Fernhout-Toorop, die bekend werd als de schilderes Charley Toorop (1891-1955).